# Rahua Ocllo
Rahua Ocllo, död efter 1532, var en inkadrottning (Coya), gift med sin bror Huayna Capac.
Hon var dotter till inkan Túpac Yupanqui och syster till Coya Cusirimay. Hennes bror gifte sig först med deras syster Coya Cusirimay, men denna fick ingen son och han gifte sig därför en andra gång med Rahua Ocllo. Hon blev mor till Huáscar och Chuqui Huipa, medan Atahualpa var hennes makes son med en konkubin. Efter hennes makes död gifte sig hennes son med hennes dotter. Hon och hennes dotter anklagades av hennes son för att stödja Atahualpa mot sin son. 